# بيلة سيستينية
البيلة السيستينية (بالإنجليزية: cystinuria)‏ هي مرض وراثي مُتنحٍ يتميز بزيادة تركيز الحمض الأميني السيستين في البول مما يؤدي إلى تكوُّن حصوات السيستين في الكلية والحالب والمثانة. وهي إحدى أنواع البيلة الحمضمينية.

## وراثة
.

للبيلة السيستينية نمطاً وراثيا مُتنحياً

البيلة السيستينية هي مرض جسدي وراثي متنحٍ وهذا يعني أن الجين المعيب المسؤول عن هذا المرض يقع على صبغي جسدي ويلزم لظهور الصفة في المولود وجود نسختين من الجين المعيب «نسخة من الأب وأخرى من الأم» اللذين لا يعانيان من المرض أو من أعراضه لأن كل منهما يحمل نسخة واحدة من الجين المعيب وكما يقلنا يلزم لظهور المرض وجود نسختين لأنه مرض ذو طابعٍ متنحٍ وراثياً وبهذا يكون الوالدان «حاملان» للمرض وليسا مريضين. على الرغم من أن أعراض وعلامات المرض نادرة إلّا أنّ هناكَ بعضاً منها مرتبطة بشكلٍ مباشر أو غير مباشر مع البيلة السيستينية مثل البول الدموي وآلام بالجنب والخاصرة بسبب وجود آلام في الكلية والمغص الكلوي الشديد بسبب تواجد حصوات في المسالك البولية وتضرر المسالك البولية نتيجة الانسداد وعدوى والتهابات الجهاز البولي.

## أسباب
يحدث مرض البيلة السيستينية نتيجة خلل في الجينات SLC3A1 وSLC7A9 وهذه العيوب تمنع إعادة امتصاص الأحماض الأمينية الأساسية والموجبة الشحنة مثل السيستاين والأرجينين والأورثنين واللايسين. عندما تعمل تلك الجينات بشكل صحيح وذلك في الظروف العادية فالذي يحدث هو إعادة امتصاص بعض الأحماض الأمينية بما في ذلك السيستين بحيث يعود إلى الدم بعد استخلاصه من ذلك السائل الذي سينتهي بكونه بولاً يتم إخراجه من الجهاز البولي. نفهم من ذلك أن حدوث طفرات في أي من هذين الجينين يؤثر سلباً على البروتين المسؤول عن إعادة امتصاص تلك الأحماض الأمينية وإعادتها إلى الدام ثانيةً وهذا يزيد من تركيزها في البول بشكلٍ زائد عن الحدِّ الطبيعيّ. عند زيادة تركيز السيستين عن حدٍ معيّن فإنّ ذلك يساهم في تكوين بلورات السيستين النموذجيّة منتهيةً بتكوين حصوات الكلى.تتخذ بلورات السيستين شكلاً سداسياً وتظهر بشكلٍ واضح في التحليل المجهري للبول حيثُ أنّ بقية الأحماض الأمينية التي لم يتم امتصاصها لا تقوم بتكوين البلورات كما هو حادث في حالة السيستين.
معدل انتشار البيلة السيستينية ما يقرب من 1 لكل 7000 من حديثي الولادة (من 1 لكل 2500 حديثي الولادة في اليهود الليبيين إلى 1 لكل 100,000 بين السويديين).

## الطبيعة الفسيولوجية للمرض
يتميز داء البيلة السيتينية بعدم امتصاص السيستين بشكلٍ كافٍ في الأنابيب الملتوية القريبة بعد تصفية الأحماض الأمينية بواسطة الكبيبات الكلوية ولهذا فإن تركيز السيستين في البول يزداد بشكل مفرط وعندها يترسب السيستين على هيئة بلورات ثم حصوات في الكلية، الحالب أو المثانة سواءً كان البول متعادلاً أو حمضياً وتلك واحدة من العيوب الوراثية العديدة في عملية الأيض المُدرجة في رُباعيّة غارود. ويعزى هذا المرض إلى نقص في وسائل النقل والتمثيل الغذائي للأحماض الأمينية.

## الصورة المرضية والأعراض السريريّة
البيلة السيستينية هي أحد أسباب حصوات الكلى المزمنة بسبب عدم كفاءة نقل السيستين والأحماض الأمينية ثنائية القاعدة الأخرى في الكلى والأمعاء.وإذا لم يُعالج بشكلٍ صحيح فإنه يتسبب في حدوث أضرار جسيمة للكلى والأعضاء المحيطة بها حتى أنه قد يؤدي للوفاة في حالات نادرة. ويمكن تمييز الحصوات المتكونة عن طريق اختبار نتروبروسيد السيانيد الإيجابي حيثُ تنتظم البلورات غالباً في شكلٍ سداسيّ الأبعاد، شفافةً أو بيضاء.
فورَ إزالة الحصوات فإنها تكون ورديةً أو صفراء اللون ولكن بعد وقتٍِ ما تتعرض فيه للهواء تتحول للون الأخضر.البيلة السيستينة عادةً عديمة الأعراض طالما لم تتكون حصوات ولكن حالما تتكون الحصوات أو يكون معدل تكونها عالياً تتواجد الأعراض المرضية.تلك الأعراض تكون على شكل غثيان، قيئ، ألم خفيف، ألم مزمن، بولاً دموياً أو متلازمات انسداديّة مثل الموه.وأيضاً المتلازمات المُعدية مثل التهاب الكلية وحوض الكلية.من الممكن أن يُعاني مريض البيلة السيستينية من آلامٍ مُزمنة على جانبٍ واحد أو كلا الجانبين بسبب تلك الندوب التي تتركها حوافّ الحصوات الخشنة أو الناتجة من التدخلات الجراحيّة لإزالة تلكَ الحصوات..هذا الألم المزمن قد يستمر طويلاً بشكلٍ يتطلب تدخلاً طبياً مثل تناول المسكنات على مدىً طويل أو حتى جراحياً مثل عمليات إحصار العصب على مستويات الأعصاب T11 , T12 وT13.على الرغم من أن هذه الإجراءات غالبا ما تكون غير ناجحة، لكنها يمكن أن توفر بعض الراحة للمريض.. وبصرف النظر عن الألم المزمن، فإن البيلة السيستينية غالبا ما يصاحبها ألمٌ شديد مباغتٌ كلما تحرّكت الحصوة بشكل يوميّ أو أسبوعِيّ أو شهرِيّ وهذا يتطلب عنايةً مستمرة.تمثل البيلة السيستينية أيضاً خطراً وعاملاً لزيادة أمراض الكلى المزمنة وعند حدوث ذلك فإن استخدام المسكنات الغير استيرويدية أو غيرها من الأدوية المتداولة بدون وصفها من الطبيب لابد أن يتم بشكلٍ حذر جداً.
حصى السيستين غالبا ما تكون غير مرئية في معظم الأشعة السينية والاشعة المقطعية والموجات فوق الصوتية وهذا لا يعني أن البيلة السيستينية لا تكوّن حصوات بل يجب الأخذ بالخبرات المُدربة على اكتشاف تلك الحصوات.
رائحة البول في حالة البيلة السيستينية له رائحة البيض الفاسد ويرجع ذلك إلى زيادة في نسبة السيستين به.

## فحوصات تشخيصيّة
-فحص الدم: صورة الدم الروتينة جنباً إلى جنب مع نسبة السكر في الدم وكذلك نسبتي اليوريا والكرياتين.
- البول: وجود بلورات السيستين والأكثر تحديداً هو اختبار سيانيد النتروبروسيد.
- الموجات فوق الصوتية والأشعة المقطعية للتأكد من وجود حصوات السيستين أو غيابها.
- التحليل الجيني لتحديد الطفرة الوراثية المصاحبة. هذه الإمكانية ليست متاحةً حاليا في الولايات المتحدة الأمريكية لكنها قد تكون متوافرة في إسبانيا أو إيطاليا أو المملكة المتحدة أو ألمانيا أو روسيا.
- عادةً ما تفشل الأشعة السينية العادية في تصوير الحصوات إلا أنها قد تظهر في تحليل آخر يُدعى التصوير الحويضي أو (بالإنجليزية: IVP)

قد تظهر الحصوات في الأشعة السينية العادية على هيئة لون رمادي ضبابيّ بسبب احتوائها على عنصر الكبريت على الرغم من ذلك فإنها تظل أصعب من الظهور في الأشعة من حصوات أوكسالات الكالسيوم.

## العلاج
كثرة شُرب الماء يُوصَى به كعلاجٍ أولِيّ، تغيير حموضة البول إلى الصورة القلوية بواسطة الأسيتازولاميد وأيضاً تعديل النظام الغذائي للحد من الملح والبروتين خاصةً الميثيونين. عند فشل هذه السياسة مع المرضى تكون الخطوة التالية وهي عملية الخلب بواسطة عامل مثل البنيسيلامين.
في حالة تكون حصوات الكلية يكون خط العلاج الأول هو تفتيت الحصاة بموجات صادمة من خارج الجسم وهي عملية تفتيت الحصوات خارج الجسم بواسطة الصدمات الليزرية. في حالة فشل ESWL يلجأ المريض للجراحة لإزالة الحصوات حيثُ ثبت أن كل من الجراحات التقليدية أو جراحات المنظار هما الحل الأنسب للمرضى في الحالات المتقدمة.
ثانيةً يؤكد الأطباء أن تناول الماء بكثرة هو العامل الواقي الأول حيث أن تناول الماء الكثير يزيد من كمية البول وبالتالي يقل تركيز الأملاح به ومن ثَمَّ منع تكون الحصوات.حسناً كم لتراً من الماء يجب للشخص المريض بالبيلة السيستينية أن يتناول؟ الجواب هو من 5 إلى 7 لترات من الماء يومياً.وماذا عن تغيير حموضة البول إلى القلوية؟ لوحِظ أنّ السيستين في حالة البول القلوي يُفضل التواجد في المحلول «البول» ولا يترسب وبالتالي لا يسبب خطراً ولكن على المرء الحذر من تلك العملية لأنه بإمكانها ترسيب أملاح أخرى غير السيستين.أمّا عن البنسلامين فهو الدواء القادر على التفاعل السيستين مُكوناً مركباً له خاصية الذوبان 50 مرة أكثر من السيستين وحده.
أما (PNL) أو التفتيت عن طريق ثقب الكلى عن طريق الجلد حيث يتم توسيع المنفذ إلى 1 سنتيميتر وفي بعض الحالات تكون الحصوات كبيرة وكثيفة جداً لذلك تحتاج إلى تفتيت بواسطة ESWL قبل إزالتها.و يمكن الاطلاع على العديد من المواقع التي تظهر إزالة الحصوات من الكلية عن طريق الجلد في صورة فيديو.

## حدوث المرض في الحيوانات
يُعرف أنّ هذا المرض يحدث على الأقل في ثلاثة من أنواع الثدييات: البشر، ذوات الأنياب الأليفة، والذئب ذي العرف من أمريكا الجنوبية. وقد وُجدت حصوات السيستين في حوالي 70 سلالة خاصةً ذكور الكلاب بما في ذلك كلب الماشية الأسترالي والراعي الأسترالي، البول ماستيف وبعض الكلاب الإسكتلندية وغيرها.